# Bevin Prince
Bevin Anne Prince (Charlotte, 23 de septiembre de 1982) es una actriz e instructora de fitness estadounidense conocida por su papel de Bevin Mirskey en la exitosa serie One Tree Hill de The CW.

## Primeros años
Nacida en Charlotte, Carolina del Norte su familia se mudó a Cary, Carolina del Norte en 1986. Asistió a la escuela secundaria Martin, donde fue miembro de un equipo de porristas que ganó el primer lugar en el concurso de porristas del condado de Wake.
Para el bachillerato, asistió a Saint Mary's School, una escuela preparatoria episcopal privada para niñas en Raleigh, donde actuó en teatro musical. Después de graduarse en 2000, asistió a la Universidad Estatal de Carolina del Norte, pero se transfirió al campus de dicha universidad en Wilmington. Allí, fue miembro del Seahawk Dance Team (2002-2003) y se graduó en primera clase del nuevo programa de estudios cinematográficos de UNC Wilmington.
Para prepararse para papeles más avanzados, Prince asistió a la Academia de Cine de Nueva York y también obtuvo una maestría en bellas artes del Savannah College of Art and Design.

## Carrera

### Televisión
Cuando aún era estudiante en UNC Wilmington en 2004, Prince fue elegida como extra e interpretó a una animadora en la serie de televisión de The WB (más tarde The CW) One Tree Hill. El papel de animadora se convirtió en Bevin Mirskey, un papel recurrente importante desde la primera temporada hasta la cuarta. Prince apareció en 41 episodios de One Tree Hill, incluyendo su regreso para el final de la serie en la novena temporada. Sin embargo, Prince dice que trabajaban de 16 a 18 horas al día y solo ganaban $75 por día en las primeras temporadas.
En 2005, Prince fue elegido como Millison, uno de los seis personajes principales del programa de televisión de PAX Palmetto Point. A medida que su carrera se alejó de los papeles filmados en Carolina del Norte, se mudó a Los Ángeles, California y apareció en una variedad de programas, incluido un episodio de Desperate Housewives y House.

### Cine
En 2009, Prince apareció como Ariel en la película de terror independiente Dark House. Dark House se estrenó en el Fangoria Weekend of Horrors de Los Ángeles y se proyectó en el Festival de Cine de Cannes. Después de un tiempo limitado en los cines, la película se estrenó en DVD en 2010.
Prince tuvo el papel de Faye en la película de terror Wreckage. La película se completó en mayo de 2009 y se estrenó mediante transmisión en 2012. Prince también interpretó el papel de Denise en el thriller Groupie (2010) y el papel de Stacey en The Artifact (2011).

### Fitness
En 2012, Prince se mudó a la ciudad de Nueva York y sirvió mesas antes de convertirse en instructora de SoulCycle. Se convirtió en instructora sénior de SoulCycle, así como en su oficial de campo regional para el desarrollo de instructores.
Compartió su rutina diaria de ejercicios con la revista Women's Health en el 2017. También se convirtió en embajadora de marca de la empresa de ropa deportiva Lululemon Athletica.
En 2020, abrió su propio estudio de ciclismo al aire libre, Recess by Bevin Prince. Recess está ubicado en Wilmington, Carolina del Norte.

## Vida personal
En mayo de 2016, Prince se casó con Will Friend en las Islas Turcas y Caicos. Friend nació y se crio en Inglaterra, y se mudó a los Estados Unidos cuando tenía quince años. Graduado de la Universidad Metodista del Sur, se convirtió en director ejecutivo de Bisnow Media en 2015.
Cuando el ex showrunner de One Tree Hill, Mark Schwahn, fue acusado de acoso sexual por una escritora del personal en 2017, Prince se unió a otros miembros del elenco para firmar una carta de apoyo que se publicó en Variety.
De 2018 a 2020, Prince tuvo un podcast llamado Be My Neighbor, junto con Brittany Levine.
Después del comienzo de la pandemia de COVID-19, Prince y Friend decidieron dejar Nueva York y mudarse a Wilmington, Carolina del Norte para estar más cerca de su familia. El 3 de julio de 2022, su esposo fue alcanzado por un rayo en la isla de Masonboro mientras navegaba con amigos y falleció a causa de sus heridas, una semana antes de cumplir 34 años.

## Filmografía

### Cine
| Año  | Película                | Role    | notas |
| ---- | ----------------------- | ------- | ----- |
| 2008 | I Heart Veronica Martin | Valerie | Corto |
| 2009 | Redefining Love         | Gwyn    |       |
| 2009 | Dark House              | Ariel   |       |
| 2010 | Groupie                 | Denise  |       |
| 2010 | Wreckage                | Faye    |       |
| 2011 | The Artifact            | Stacey  |       |

### Televisión
| Año             | Título               | Role          | notas                             |
| --------------- | -------------------- | ------------- | --------------------------------- |
| 2004-2008, 2012 | One Tree Hill        | Bevin Mirskey | 41 episodios (Temporadas 1-5 y 9) |
| 2007            | House M. D.          | Megan         | Temporada 4, episodio 1           |
| 2009            | Desperate Housewives | Mariana       | Temporada 5, episodio 17          |
| 2009            | Electric Spoofaloo   | Amanda        | 1 episodio                        |
| 2009            | Floored and Lifted   | Sra. Mackers  | 3 episodios                       |